# Gerald Edelman
Gerald Maurice Edelman (ur. 1 lipca 1929 w Nowym Jorku, zm. 17 maja 2014 w San Diego) – amerykański biolog molekularny i biochemik, laureat Nagrody Nobla z 1972 roku.
Gerald Maurice Edelman od roku 1963 był profesorem Uniwersytetu Rockefellera w Nowym Jorku. Członek Narodowej Akademii Nauk w Waszyngtonie.
W swoich badaniach wyizolował ciężkie i lekkie łańcuchy immunoglobulin oraz podał ich sekwencję aminokwasową. Za wyjaśnienie struktury chemicznej immunoglobulin wraz z Rodneyem Robertem Porterem otrzymał w 1972 Nagrodę Nobla z dziedziny medycyny i fizjologii. Opracował również ogólną teorię rozwoju układu nerwowego i prowadził badania nad morfogenezą.

### Wydania polskie
- Przenikliwe powietrze, jasny ogień. O materii umysłu. PIW, Warszawa, 1999